# Wasserburg Magdala
Die spärlichen Reste der Wasserburg Magdala, auch Madela genannt, befinden sich in der Landstadt Magdala (Hinter dem Markt) im Landkreis Weimarer Land in Thüringen.

## Geschichte
Der Bau der Wasserburg durch die Grafen von Orlamünde geschah wohl sehr zeitig, um einen Schutz zum Ostzugang für Weimar zu haben.

## Initiativen von heute
1900 begann man unter persönlichem Einsatz führender Personen der Stadt mit der Beräumung des Geländes von Unrat, um die noch vorhandenen Mauerreste freilegen zu können. Sie wurden fachgerecht gesichert und für die Zukunft bautechnisch bearbeitet. Man beabsichtigt auch, wieder Räume nachzugestalten.
Die Ruine ist als Baudenkmal in der Liste der Kulturdenkmale in Magdala verzeichnet.